# 卡罗尔·别莱茨基
卡罗尔·别莱茨基（波蘭語：Karol Bielecki，1982年1月23日—），波兰男子手球运动员。他曾代表波兰参加2008年和2016年夏季奥林匹克运动会手球比赛，分别获得第五名和第四名。